# ناغاهاما (شيغا)
مدينة ناغاهاما (بالإنجليزية: Nagahama)‏ هي أحد المدن التابعة لمحافظة شيغا. تأسست رسميًا في 13/02/2006. ويقدر عدد سكانها بـ 83555 نسمة حسب تقدير مكتب الإحصاء الياباني لعام 2012. تبلغ مساحة ناغاهاما 247.01 كم2. بكثافة سكانية تبلغ 338 نسمة/كم2.

## توأمة
لناغاهاما (شيغا) اتفاقيات توأمة مع كل من:
- آوغسبورغ (11 أبريل 1959 - )[8]
- فيرونا (30 يوليو 1992 - )[9]
- نيشينوموتي (8 أكتوبر 1987 - )[10]
- تاتسونو (2001 - )[10]

## أعلام
- واتارو هاشيموتو
- شيمون ساكاجوتشي